# Аморос, Андрес
Андре́с Аморо́с (исп. Andrés Amorós Guardiola, 15 февраля 1941, Валенсия) — испанский литературный критик, историк литературы и театра, эссеист.

## Биография и интересы
Доктор романской филологии университета Комплутенсе. Большинство работ Амороса посвящены состоянию испанского общества в его связи с литературой, включая массовую словесность, театром и, более широко, миром зрелищ (в частности, корридой). С 2000 — генеральный директор Института сценического искусства и музыки (INAEM). Один из координаторов и авторов проекта «История зрелищ в Испании» (в соавторстве). Комиссар многочисленных литературных и театральных выставок. Выпустил со своим комментарием антологию испанской литературы XIX в., комментированные издания «Дон Хуана Тенорио» Хосе Соррильи, пьес Карлоса Арничеса, Антонио Галы, Франсиско Ньевы, романа Кортасара «Игра в классики» (1989) и др.
Выступает также как писатель и журналист: ему принадлежат либретто оперы Кристобаля Альфтера «Дон Кихот», хроники культурной жизни, несколько литературных произведений. Ведет на радио программу «Музыка и слово».

## Книги

### История литературы и театра
- Sociología de una novela rosa. Madrid: Taurus, 1968 (о романах Корин Тельядо и жанре любовного романа)
- Eugenio d’Ors, crítico literario, Madrid: Prensa Española, 1971
- La novela intelectual de Ramón Pérez de Ayala. Madrid: Gredos, 1972.
- Vida y literatura en Troteras y danzaderas. Madrid: Castalia, 1973 (о романе Р.Переса де Аялы)
- Introducción a la novela hispanoamericana actual. Madrid: Anaya, 1973
- Subliteraturas. Esplugues de Llobregat: Ariel, 1974 (о разновидностях массовой словесности)
- Análisis de cinco comedias (Teatro Español de la posguerra). Madrid: Castalia, 1977
- Introducción a la novela contemporánea. Madrid: Cátedra, 1989
- Luces de Candilejas (Los espectáculos de España 1898—1939). Madrid: Espasa Calpe, 1991
- Momentos mágicos de la literatura. Madrid: Castalia, 1999
- Historia de los espectáculos en España

### Тавромахия
- Toros y cultura. Madrid: Espasa-Calpe, 1987
- Lenguaje taurino y sociedad. Madrid: Espasa-Calpe, 1990
- Escritores ante la fiesta (de Antonio Machado a Antonio Gala). Madrid: Egartorre, 1993
- Toros, cultura y lenguaje. Madrid: Espasa-Calpe, 1999

## Признание и награды
Национальные премии за эссе и за литературную критику, премия Фастенрат (1974) и др. Звание почётного академика Королевской академии валенсианской культуры.